# Flor Ivone Morales Miranda
Flor Ivone Morales Miranda (5 de octubre de 1968) es una política mexicana, miembro del partido Movimiento Regeneración Nacional (Morena). Ha sido diputada federal entre 2018 y 2019 y de nuevo al periodo de 2021 a 2024.

## Biografía
Es licenciada en Sociología por la Universidad Autónoma Metropolitana y cursa estudios de maestría en Administración Pública.
De 2006 a 2011 fue jefa de Parques y Jardines de entonces delegación Xochimilco, siendo jefes delegaciones Adolfo Uriel González Monzón y Manuel González González, de 2011 a 2013 fue directora general de Coordinación Metropolitana y Enlace de Gobierno de la Ciudad de México y de 2013 a 2015 fue subdirectora de Parques, Jardines y Alumbrado nuevamente en la delegación Xochimilco, en la administración de Miguel Ángel Cámara Arango.
En las elecciones de 2015 fue elegida diputada a la VII Legislatura de la entonces Asamblea Legislativa del Distrito Federal que concluyó en 2018 por el distrito local 36; y de la que se desempeñó como presidenta de la mesa directiva.
En 2018 fue postulada candidata de la coalición Juntos Haremos Historia a diputada federal por el Distrito 21 de la Ciudad de México y elegida a la LXIV Legislatura que concluyó en 2021. En dicha legislativa se integró en el grupo parlamentario de Morena y ocupó los cargos de integrante de las comisiones de Desarrollo Social; de Protección Civil y Prevención de Desastres; de Puntos Constitucionales; y, de Seguridad Social.
No concluyó su periodo legislativo debido a que solicitó y recibió licencia definitiva al cargo a partir del 17 de julio de 2019, debido a que el 5 de agosto siguiente fue nombrada delegada en funciones de presidenta del comité estatal de Morena en la Ciudad de México; cargo que se encontraba vacante desde septiembre de 2018 cuando el dirigente anterior, Martí Batres Guadarrama, asumió como senador por la Ciudad de México e inicialmente por periodo que concluiría en 20 de noviembre del mismo año, pero en que permaneció hasta agosto de 2020, tras un conflicto dirimido por el Tribunal Electoral del Poder Judicial de la Federación.
Tras ello no retornó a su diputación, pero fue postulada nuevamente a ella, por el mismo distrito en las elecciones de 2021, resultando elegida a la LXV Legislatura que deberá de concluir en 2024. En esta ocasión se desempeñó como secretaria de la comisión de Desarrollo Urbano y Ordenamiento Territorial; y ha sido integrante de las comisiones de Movilidad; de Puntos Constitucionales; de Economía Social y Fomento del Cooperativismo; de Federalismo y Desarrollo Municipal; y, de Turismo.